# Джузеппе Фаваллі
Джузеппе Фаваллі (італ. Giuseppe Favalli, * 8 січня 1972, Орцинуові) — італійський футболіст, захисник.
Насамперед відомий виступами за клуб «Лаціо», а також національну збірну Італії.
П'ятиразовий володар Кубка Італії. Триразовий володар Суперкубка Італії з футболу. Дворазовий чемпіон Італії. Володар Кубка Кубків УЄФА. Дворазовий володар Суперкубка УЄФА. Переможець Ліги чемпіонів УЄФА. Клубний чемпіон світу. 

## Клубна кар'єра
Вихованець футбольної школи клубу «Кремонезе». Дорослу футбольну кар'єру розпочав 1987 року в основній команді того ж клубу, в якій провів п'ять сезонів, взявши участь у 94 матчах чемпіонату. 
Своєю грою за цю команду привернув увагу представників тренерського штабу клубу «Лаціо», до складу якого приєднався 1992 року. Відіграв за «біло-блакитних» наступні дванадцять сезонів своєї ігрової кар'єри. Більшість часу, проведеного у складі «Лаціо», був основним гравцем захисту команди. За цей час тричі виборював титул володаря Кубка Італії, ставав володарем Суперкубка Італії з футболу (двічі), чемпіоном Італії, володарем Кубка Кубків УЄФА, володарем Суперкубка УЄФА.
Протягом 2004—2006 років захищав кольори команди клубу «Інтернаціонале». За цей час додав до переліку своїх трофеїв ще два титули володаря Кубка Італії, знову ставав володарем Суперкубка Італії з футболу, чемпіоном Італії.
Завершив професійну ігрову кар'єру у клубі «Мілан», за команду якого виступав протягом 2006—2010 років. За цей час додав до переліку своїх трофеїв ще один титул володаря Суперкубка УЄФА, ставав переможцем Ліги чемпіонів УЄФА, клубним чемпіоном світу.

## Виступи за збірні
1989 року дебютував у складі юнацької збірної Італії, взяв участь у 9 іграх на юнацькому рівні, відзначившись одним забитим голом.
Протягом 1989–1994 років залучався до складу молодіжної збірної Італії. На молодіжному рівні зіграв у 24 офіційних матчах, забив 2 голи.
1992 року захищав кольори олімпійської збірної Італії. У складі цієї команди провів 6 матчів. У складі збірної був учасником футбольного турніру на Олімпійських іграх 1992 року у Барселоні.
1994 року дебютував в офіційних матчах у складі національної збірної Італії. Протягом кар'єри у національній команді, яка тривала 11 років, провів у формі головної команди країни лише 8 матчів. У складі збірної був учасником чемпіонату Європи 2004 року у Португалії, де взяв участь в одній грі своєї збірної.
| Дата       | Місто     | Господарі  | Результат | Гості    | Турнір             | Голи | Примітки |
| ---------- | --------- | ---------- | --------- | -------- | ------------------ | ---- | -------- |
| 08/10/1994 | Таллінн   | Естонія    | 0 – 2     | Італія   | Відбір до ЧЄ 1996  | -    |          |
| 18/11/1998 | Салерно   | Італія     | 2 – 2     | Іспанія  | товариський матч   | -    |          |
| 31/03/2004 | Брага     | Португалія | 1 – 2     | Італія   | товариський матч   | -    |          |
| 28/04/2004 | Генуя     | Італія     | 1 – 1     | Іспанія  | товариський матч   | -    |          |
| 30/05/2004 | Туніс     | Туніс      | 0 – 4     | Італія   | товариський матч   | -    |          |
| 18/06/2004 | Порту     | Італія     | 1 – 1     | Швеція   | ЧЄ 2004 - 1-й етап | -    |          |
| 18/08/2004 | Рейк'явік | Ісландія   | 2 – 0     | Італія   | товариський матч   | -    |          |
| 04/09/2004 | Палермо   | Італія     | 2 – 1     | Норвегія | Відбір до ЧС 2006  | -    |          |
| Усього     |           | Матчів     | 8         |          | Голів              | 0    |          |

## Титули і досягнення
- Володар Кубка Італії (5):

«Лаціо»: 1997–98, 1999–00, 2003–04
«Інтернаціонале»: 2004–05, 2005–06
- Володар Суперкубка Італії з футболу (3):

«Лаціо»: 1998, 2000
«Інтернаціонале»: 2005
- Чемпіон Італії (2):

«Лаціо»: 1999–00
«Інтернаціонале»: 2005–06
- Володар Кубка Кубків УЄФА (1):

«Лаціо»: 1998–99
- Володар Суперкубка УЄФА (2):

«Лаціо»: 1999
«Мілан»: 2007
- Переможець Ліги чемпіонів УЄФА (1):

«Мілан»: 2006–07
- Клубний чемпіон світу (1):

«Мілан»: 2007
- Чемпіон Європи (U-21): 1992